# La Quinta
La Quinta je město v okrese Riverside County ve státě Kalifornie ve Spojených státech amerických.
K roku 2010 zde žilo 37 467 obyvatel. S celkovou rozlohou 92,078 km² byla hustota zalidnění 410 obyvatel na km².